# Gian Claudio Gherardini
Gian Claudio Gherardini (Reggio nell'Emilia, 22 luglio 1895 – Firenze, 26 ottobre 1971) è stato un generale italiano.
Ha combattuto nella prima guerra mondiale, in Somalia (Africa Orientale Italiana), nella seconda guerra mondiale dove si distinse ad El Alamein e nella Battaglia di Enfidaville in Tunisia nel 1943.

## Biografia
Figlio del N. H. Gian Cinzio Gherardini, Conte dei Marchesi di Scurano, Bazzano e Pianzo, Conte di Castelnovo di Sotto, Conte di San Polo, membro di una famiglia dalle antiche tradizioni militari e della nobildonna Emma Trivelli, aristocratica reggiana. Frequenta il Collegio Militare quindi l'Accademia.
Nel dicembre del 1938 sposa Anna Maria Reghini, figlia del generale Raffaello Reghini morto alcuni anni prima. Ebbe tre figli, Cinzia Maria nel 1939, i gemelli Maria Teresa e Gian Raffaello nel 1942.
Dedica la sua vita all'esercito, da cui viene collocato a riposo al finire degli anni cinquanta.
Una volta in pensione fonda, con il figlio, la Casa vinicola “Marchesi Gherardini – Reghini”. La sede è presso i loro possedimenti a Sovigliana, (Vinci). La nuova casa vinicola, seppure produsse del vino di buona qualità, e si pregerà di essere fornitrice ufficiale della Casa Bianca durante l'amministrazione Kennedy, ebbe alterne fortune e cessò la produzione al finire degli anni settanta.
Gian Claudio Gherardini muore a Firenze nel 1971.

## Carriera militare
Presta giuramento di fedeltà a Gargano il 17 maggio del 1915 ed il 24 maggio è già in territorio di Guerra come Sottotenente in forza al 7º Reggimento bersaglieri. Conclude la prima guerra mondiale con il grado di Capitano e viene trasferito al 9º Reggimento bersaglieri. Nel novembre del 1936, parte per Mogadiscio (Somalia), allora Africa Orientale Italiana. È assegnato al centro di Comando delle Truppe dell'Harrar. Rientra in Italia alla fine del 1938 con il grado di Tenente Colonnello. Dopo un periodo presso il Comando Corpo d'Armata di Trieste è mobilitato con il 12º Reggimento bersaglieri e giunge in territorio di guerra il 23 giugno del 1940. Dall'aprile del 1941 partecipa alle operazioni in Albania al comando del 21º Battaglione bersaglieri motociclisti della Divisione Corazzata “Littorio”. Nel febbraio del 1942 è comandato nella Libia italiana. Il 9 marzo del 1942, nell'ambito delle operazioni in Nord Africa sotto il comando di Erwin Rommel, assume il comando dell'8º Reggimento bersaglieri. Il 13 maggio del 1943, dopo la battaglia di Enfideville (Tunisia), l'ultimo giorno di operazioni in Africa dell'Esercito italiano, viene fatto prigioniero dalle forze Alleate.
Il 24 settembre del 1945 sbarca a Napoli e rientra in forze all'Esercito al termine di una lunga prigionia. Dopo una breve permanenza al Comando Militare territoriale di Firenze, assume il comando del Distretto Militare di Apuania (Massa), quindi, viene nominato Generale di Brigata nel 1951 e comandato in Friuli ad assumere il comando della Fanteria divisionale della Folgore, oggi Brigata paracadutisti "Folgore", principalmente incentrata sulla Nembo, oggi 183º Reggimento paracadutisti "Nembo" ed al comando del Tribunale Militare di Verona col grado di Generale di Divisione. Passerà alla riserva per raggiunti limiti di età nel 1954.

## I fatti d'Africa
La figura del Conte Gherardini è rinomata negli ambienti militari per il comando dell'8º Reggimento bersaglieri nel corso della campagna d'Africa dal 1942 al 1943. Sotto il suo comando l'8° partecipò alla battaglia di El Alamein dimostrandosi una delle unità di maggior efficienza e determinazione della compagine italiana. Subì gravi perdite in numerose occasioni a causa dei compito che dovette assolvere e dovette essere di volta in volta ricostituito con elementi di altri reggimenti (soprattutto del 7°). Secondariamente, fu una delle unità maggiormente impiegate per coprire il ripiegamento che portò le truppe dell'Asse sino in Tunisia. Il suo reparto si distinse in questa fase e soprattutto nel corso delle battaglie del Mareth e di Enfideville. Il comandante Gherardini diede ordine di cessare la resistenza su ordine superiore il 13 maggio del 1943, al termine dell'ultima battaglia dell'ultimo giorno dei combattimenti in Africa per l'Esercito italiano e per le truppe dell'Asse.
Sotto il suo comando verranno assegnate a questo reparto due medaglie d'oro al valore militare collettivo.  Lo stesso Gherardini, che negli ultimi giorni comandava il reparto da una barella, venne decorato con la medaglia d'argento al valor militare.

## La prigionia
Ma forse, una seconda pagina d'interesse storico riguarda il periodo di prigionia dei militari italiani. La figura del Gherardini è citata in più testimonianze per il particolare ruolo di riferimento che ebbe come ufficiale maggiore in grado nel campo di prigionia di Hereford in Texas. Uno dei più importanti. Alla notizia dell'armistizio dell'8 settembre 1943, Armando Boscolo, allora ufficiale del Regio Esercito prigioniero con Gherardini racconta quei momenti:
Sotto la guida del Gherardini la maggior parte dei prigionieri rimase disciplinatamente nei ranghi accettando la decisione l'armistizio e mantenendosi fedele allo Stato italiano.